# HUMAN NETWORK TOKYO THE ESSENTIAL LOVE COLLECTION
HUMAN NETWORK TOKYO THE ESSENTIAL LOVE COLLECTION（ヒューマン・ネットワーク・トウキョウ・ジ・エッセンシャル・ラヴ・コレクション）は、1993年から2001年3月までエフエムジャパン(J-WAVE)に放送されていたラジオ番組である。
開始当初は毎週日曜20:30-21:30、2000年10月以降は毎週日曜20:00-20:54に放送されていた。ナビゲーターは放送開始時から1999年3月まではキャラ・ジョーンズ、1999年4月から番組終了まではヴァレリー・ケイン。提供は東京都。選曲はSOULとR&Bが中心で、CMは東京都の広報だった。
当番組が終了した2001年4月以降、J-WAVEでの東京都提供番組は日曜朝のワイド番組の内包番組に移動した。なお、都がJ-WAVEで提供する番組には「HUMAN NETWORK TOKYO」の冠が使用されている。